# Traição

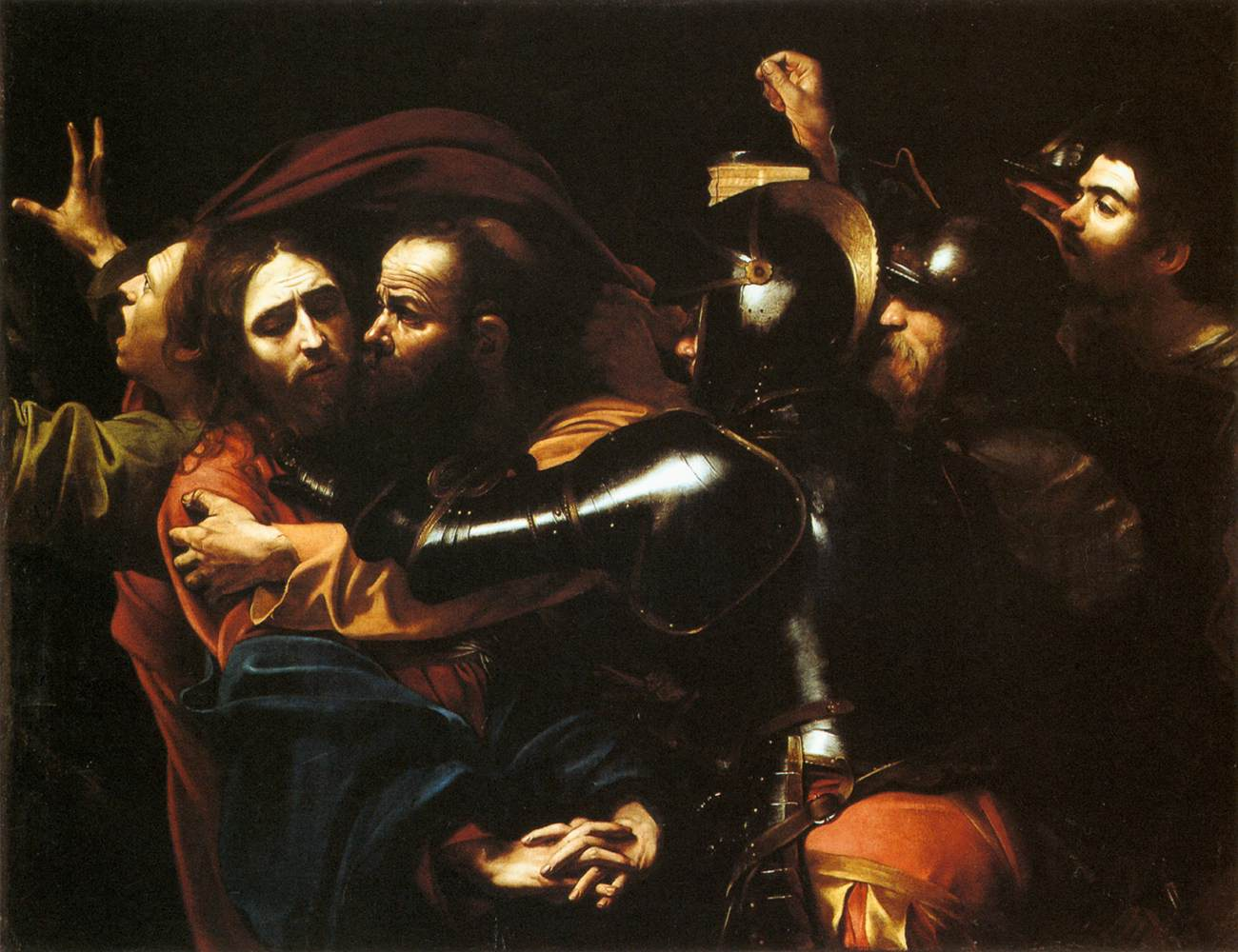
O quadro A Captura de Cristo, em que Caravaggio retrata o beijo com que Judas Iscariotes traiu Jesus

Traição é o crime de atacar uma autoridade estatal à qual se deve lealdade. Isso normalmente inclui atos como participar de uma guerra contra o país de origem, tentar derrubar seu governo, espionar seus militares, seus diplomatas ou seus serviços secretos para uma potência hostil e estrangeira, ou tentar matar seu chefe de Estado. Uma pessoa que comete traição é conhecida na lei como traidora.
Historicamente, nos países de common law, a traição também abrangia o assassinato de superiores sociais específicos, como o assassinato de um marido por sua esposa ou o de um senhor por seu servo. A traição (ou seja, a deslealdade) contra o monarca era conhecida como alta traição e a traição contra um superior menor era uma pequena traição. À medida que as jurisdições ao redor do mundo aboliram a pequena traição, "traição" passou a se referir ao que era historicamente conhecido como alta traição.
Às vezes, o termo traidor tem sido usado como epíteto político, independentemente de qualquer ação traiçoeira verificável. Em uma guerra civil ou insurreição, os vencedores podem considerar os perdedores traidores. Da mesma forma, o termo traidor é usado em discussões políticas acaloradas – normalmente como um insulto contra dissidentes políticos, ou contra funcionários no poder que são percebidos como falhando em agir no melhor interesse de seus eleitores. Em certos casos, como no caso do Dolchstoßlegende (mito da facada nas costas), a acusação de traição contra um grande grupo de pessoas pode ser uma mensagem política unificadora.

## Brasil
A traição à pátria não se encontra no Código Civil Brasileiro, que trata das relações privadas entre indivíduos. É um crime previsto no Código Penal Militar (CPM) e no Decreto-Lei nº 48/1995, que definem os crimes militares e os crimes contra a segurança do Estado. É considerado um crime grave e é tratada principalmente no âmbito do direito penal militar. Esses crimes são previstos no Código Penal Militar (CPM) e são conhecidos como crimes contra a segurança nacional ou crimes de traição. Os artigos relevantes do Código Penal Militar são os que abrangem crimes como espionagem, entrega de segredo, e outras ações que podem comprometer a segurança do Estado brasileiro.

#### Principais Crimes de Traição Contra a Pátria
1. Traição (Art. 355 a 364 do CPM):[5]
  - Art. 355: Promover, em tempo de paz ou de guerra, o desmembramento do território nacional.
  - Art. 356: Tentar, por meio de violência ou fraude, submeter o território nacional, ou parte dele, à soberania de país estrangeiro.
  - Art. 357: Aderir, em tempo de guerra, a inimigo do Brasil.
  - Art. 358: Atentar contra a soberania nacional, em benefício de país estrangeiro.
  - Art. 359: Espionar para país inimigo, fornecendo-lhe informações que possam prejudicar a defesa nacional.
2. Espionagem (Art. 367 a 369 do CPM):[5]
  - Art. 367: Entregar a país estrangeiro, ou a serviço de inteligência estrangeira, documento, plano, objeto ou informação cuja divulgação possa comprometer a segurança nacional.
  - Art. 368: Obter ou tentar obter, para país estrangeiro, segredo do qual depende a segurança nacional.
  - Art. 369: Coletar, para país estrangeiro, informações que possam prejudicar a defesa nacional.
3. Sabotagem (Art. 370 do CPM):[5]
  - Art. 370: Danificar, destruir ou inutilizar, para país estrangeiro ou a seu serviço, bem público ou serviço de utilidade militar, com o objetivo de prejudicar a defesa nacional.

#### Penas
As penas para esses crimes são severas e podem incluir longos períodos de reclusão, detenção, ou mesmo, em casos extremos, pena de morte (esta última, aplicável apenas em tempos de guerra, conforme a Constituição Federal de 1988).

## Portugal
Dos crimes de responsabilidade de titular de cargo político em especial, de acordo com o Artigo 7º, da Lei n.º 34/87, de 16 de Julho, "o titular de cargo político que, com flagrante desvio ou abuso das suas funções ou com grave violação dos inerentes deveres, ainda que por meio não violento nem de ameaça de violência, tentar separar da Mãe-Pátria, ou entregar a país estrangeiro, ou submeter a soberania estrangeira, o todo ou uma parte do território português, ofender ou puser em perigo a independência do País será punido com prisão de dez a quinze anos".
Por traição define-se ainda o atentado contra a Constituição da República em que "o titular de cargo político que no exercício das suas funções atente contra a Constituição da República, visando alterá-la ou suspendê-la por forma violenta ou por recurso a meios que não os democráticos nela previstos, será punido com prisão de cinco a quinze anos, ou de dois a oito anos, se o efeito se não tiver seguido".
O atentado contra o Estado de direito, o titular de cargo político que, nos termos anteriormente referidos, "tentar destruir, alterar ou subverter o Estado de direito constitucionalmente estabelecido, nomeadamente os direitos, liberdades e garantias estabelecidos na Constituição da República, na Declaração Universal dos Direitos do Homem e na Convenção Europeia dos Direitos do Homem, será punido com prisão de dois a oito anos, ou de um a quatro anos, se o efeito se não tiver seguido".
Na coacção contra órgãos constitucionais	
1. - "O titular de cargo político que por meio não violento nem de ameaça de violência impedir ou constranger o livre exercício das funções de órgão de soberania ou de órgão de governo próprio de região autónoma será punido com prisão de dois a oito anos, se ao facto não corresponder pena mais grave por força de outra disposição legal."
2. - "O titular de cargo político que, nas mesmas condições, impedir ou constranger o livre exercício das funções do Provedor de Justiça é punido com prisão de um a cinco anos."
3. - "Se os factos descritos no n.º 1 forem praticados contra órgão de autarquia local, a prisão será de três meses a dois anos."
4. - "Quando os factos descritos no n.º 1 forem cometidos contra um membro dos órgãos referidos nos No. 1, 2 ou 3, a prisão será de um a cinco anos, seis meses a três anos ou até um ano, respectivamente".[6]

## Lei Militar
Na legislação militar, traição é o crime de deslealdade de um cidadão para com a sua pátria. Por exemplo, em tempos de guerra, uma pessoa que coopera ativamente com o inimigo (colaboracionismo) é considerada traidora.